# حسنه بنحسی
حسنه بنحسی (عربی: حسنة بنحسي؛ زادهٔ ۱ ژوئن ۱۹۷۸) دونده اهل مراکش است.
از افتخارات وی میتوان به کسب مدال نقره ۸۰۰ متر در بازی‌های المپیک تابستانی ۲۰۰۴ و مدال برنز ۸۰۰ متر در بازی‌های المپیک تابستانی ۲۰۰۸ اشاره کرد.